# كنيسة القديسة صوفيا (نيسيبار)

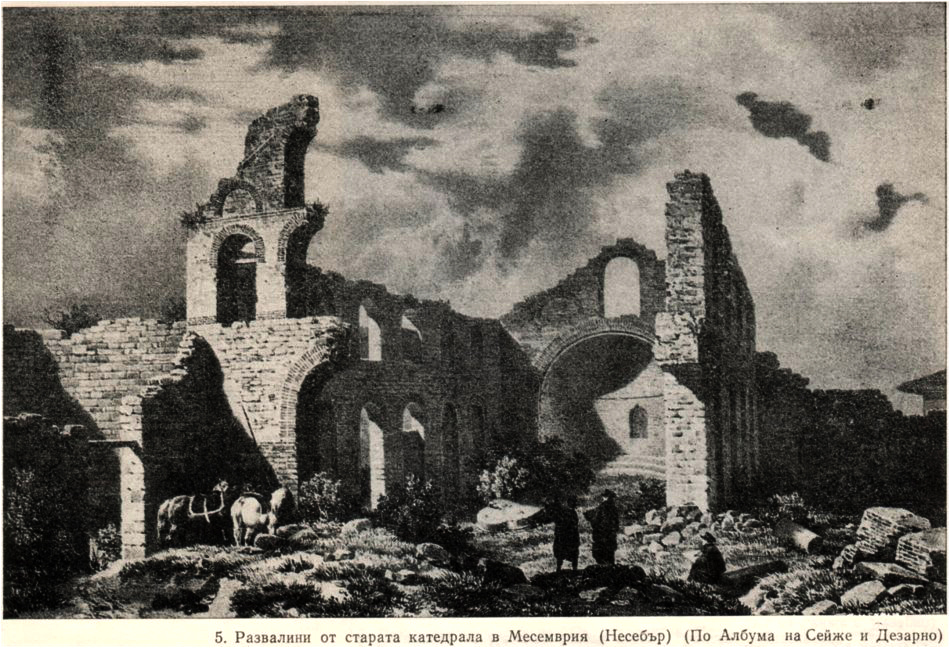

«كنيسة القديسة صوفيا» (بالبلغارية: Църква Света София)‏، المعروف باسم المطرانية القديمة (Старата митрополия)، كنيسة أرثوذكسية في نيسيبار، في شرقي بلغاريا.
تعتبر كنيسة القديسة صوفيا من أهم المباني التاريخية والمعمارية في البلدة القيمة للمدينة، التي هي من مواقع التراث العالمي لليونسكو وواحدة من 100 موقع سياحي وطني.

## تاريخ العمارة
تقع كنيسة «القديسة صوفيا» أو «المطرانية القديمة» في وسط المدينة القديمة. وهي بازيليكا من ثلاثة صحون مع محراب ومدخل وأتريوم. طول الكنيسة 25.5 متر. تفصل الصحن الأوسط عن الصحنين الجانبيين أعمدة حجرية مستطيلة يربط بينها صفان من الأقواس الطوبية. توجد على الجدار الشرقي فوق المحراب ثلاثة شبابيك مقوسة. كان سقف الكنيسة جملوني إلا أنه غير قائم حاليا. يقع كرسي البطريرك بداخل المحراب. كانت الجدران الداخلية للكنيسة مغطاة بالخرسانة والزخارف. كانت الأرضية مغطاة بالكامل بالفسيفساء من الأحجار الملونة الصغيرة. على يمين المحراب من كاتدرائية هناك لوح من الرخام منحوت آية من مزامير العهد القديم ; يظهر الجص المتساقط صرخة للأجيال القادمة: «وليدخل اليك صراخي!»
تعود الكنيسة إلى نهاية القرن الخامس أو بداية القرن السادس الميلادي. أما شكله الحالي فيعود لإعادة الإعمار في أوائل القرن التاسع. في العصور الوسطى، كانت الكاتدرائية مقر أبرشية ميسامبريا. في عام 1257، تم نهب الكنيسة من قبل البنادقة، وتم أخذ قطع اثرية من القديس ثيودوروس إلى كنيسة سان سالفاتوري في البندقية. في نهاية القرن الثامن عشر تم هجرها.

## معرض

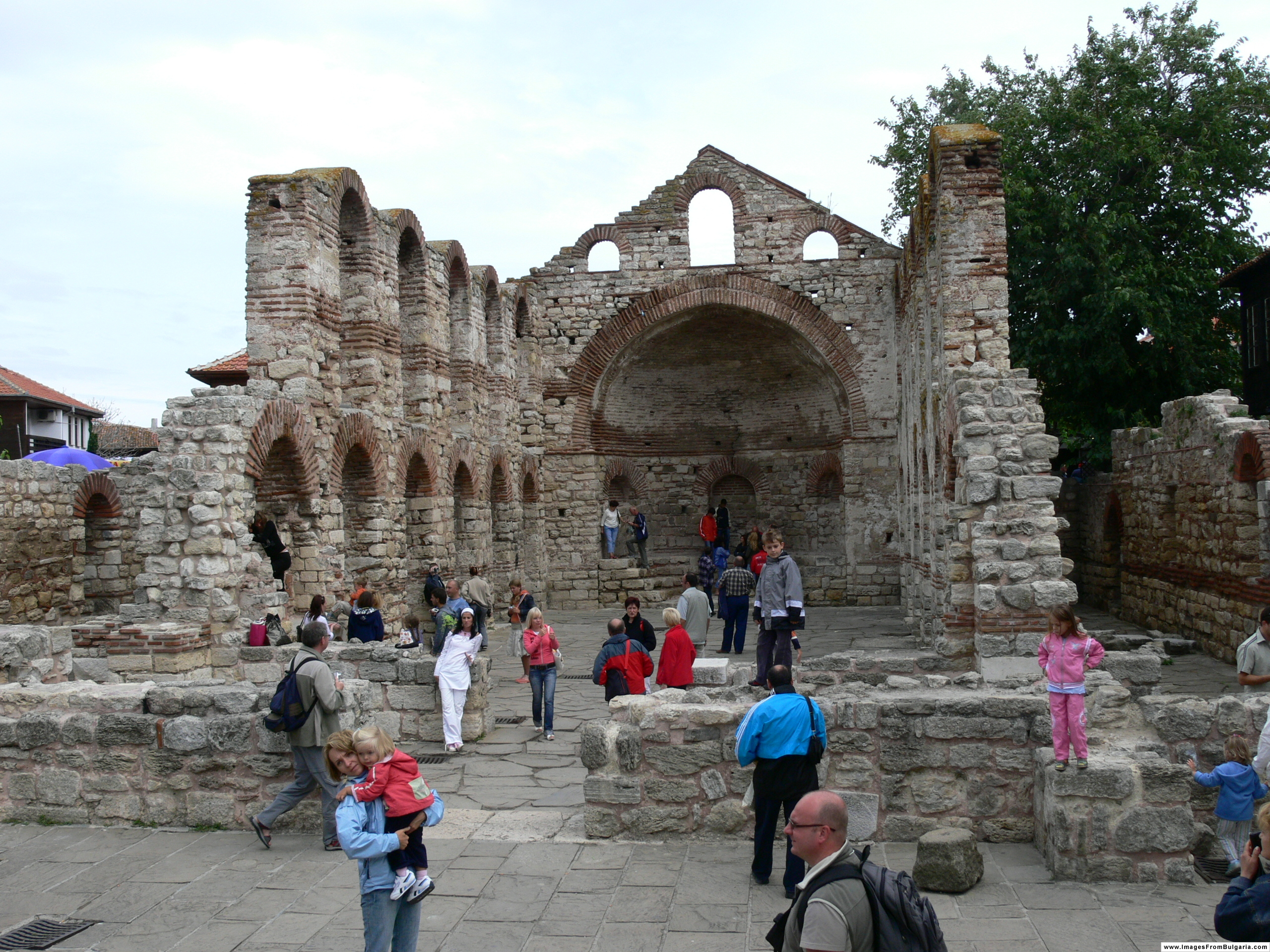
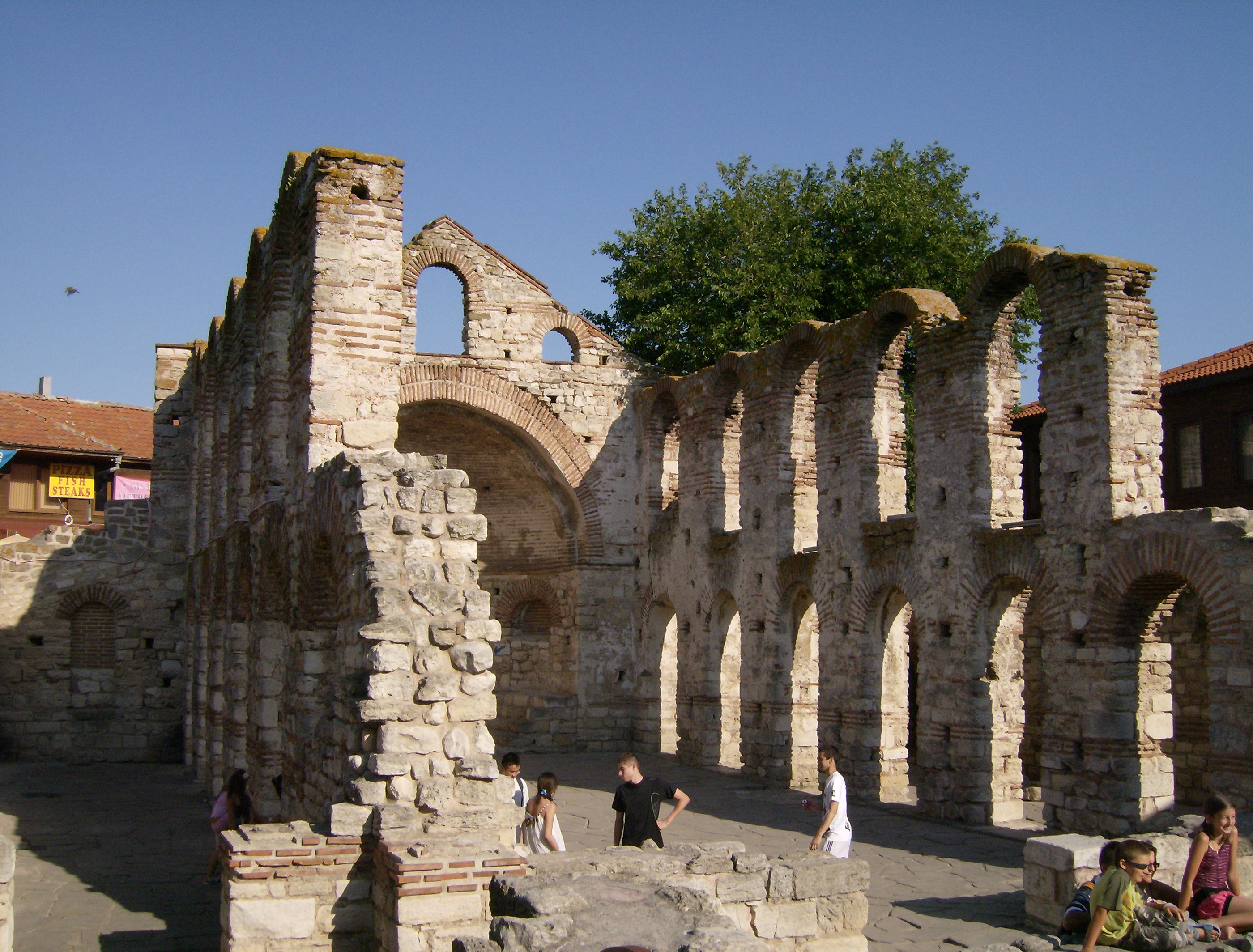
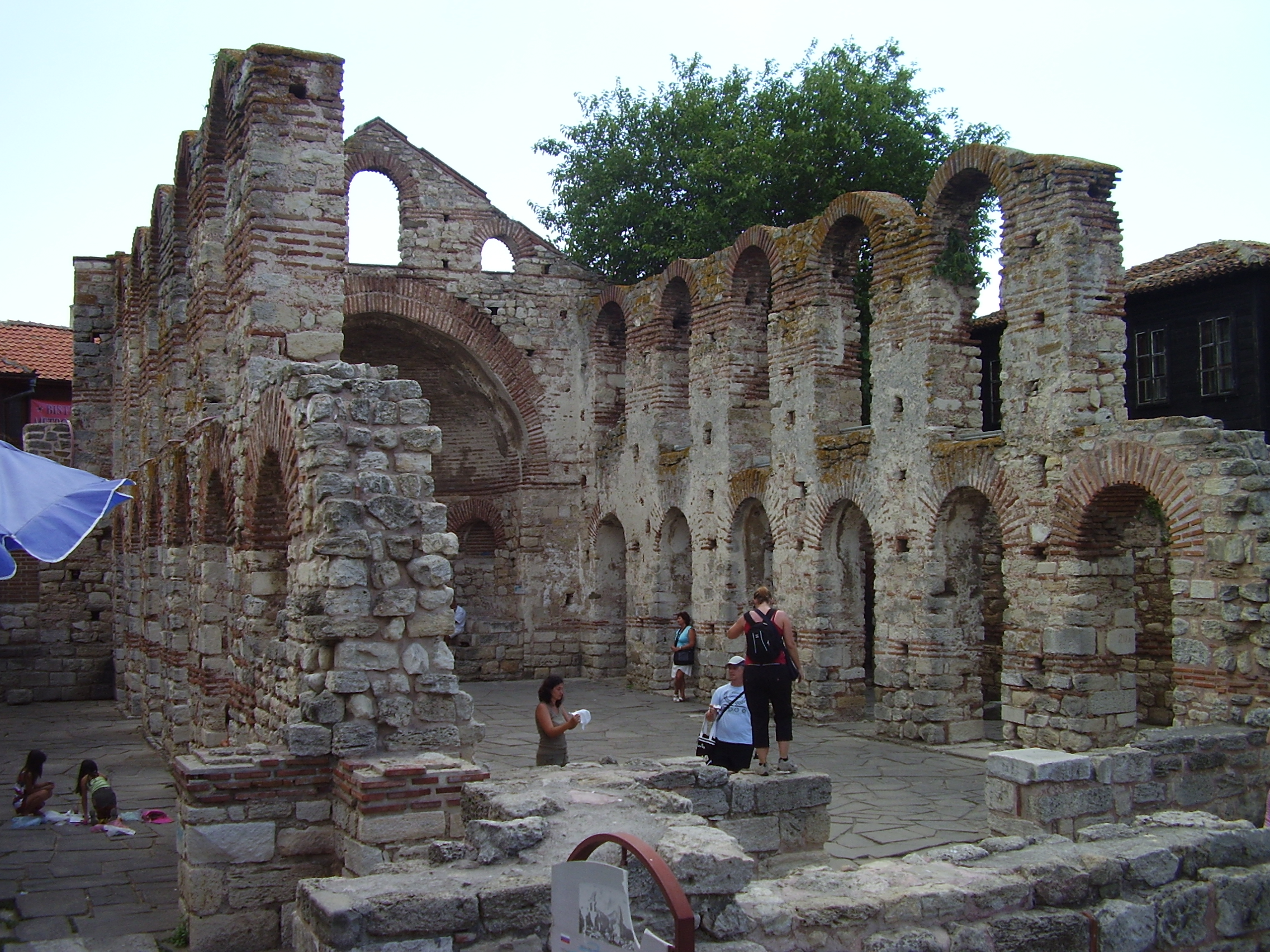
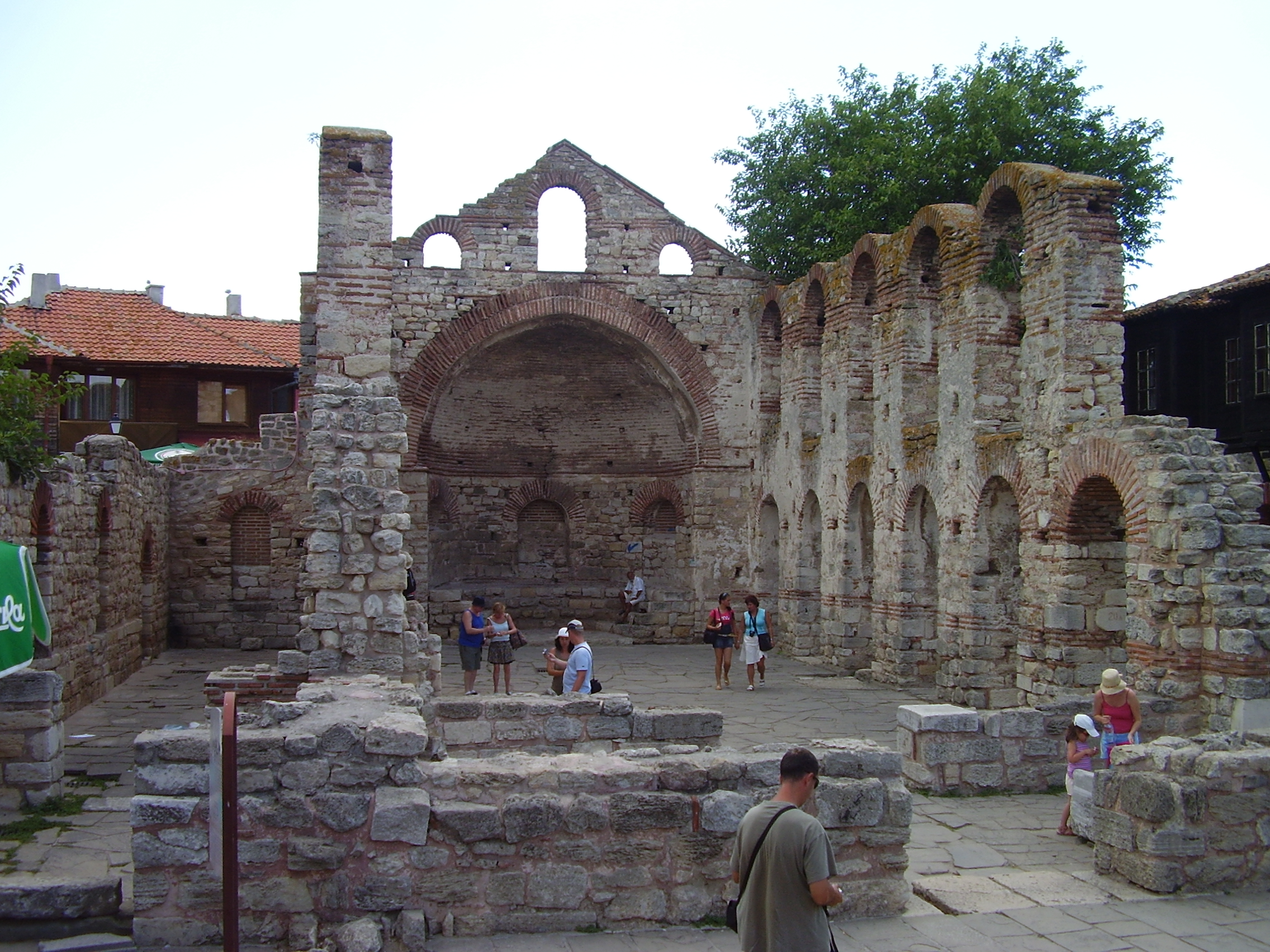
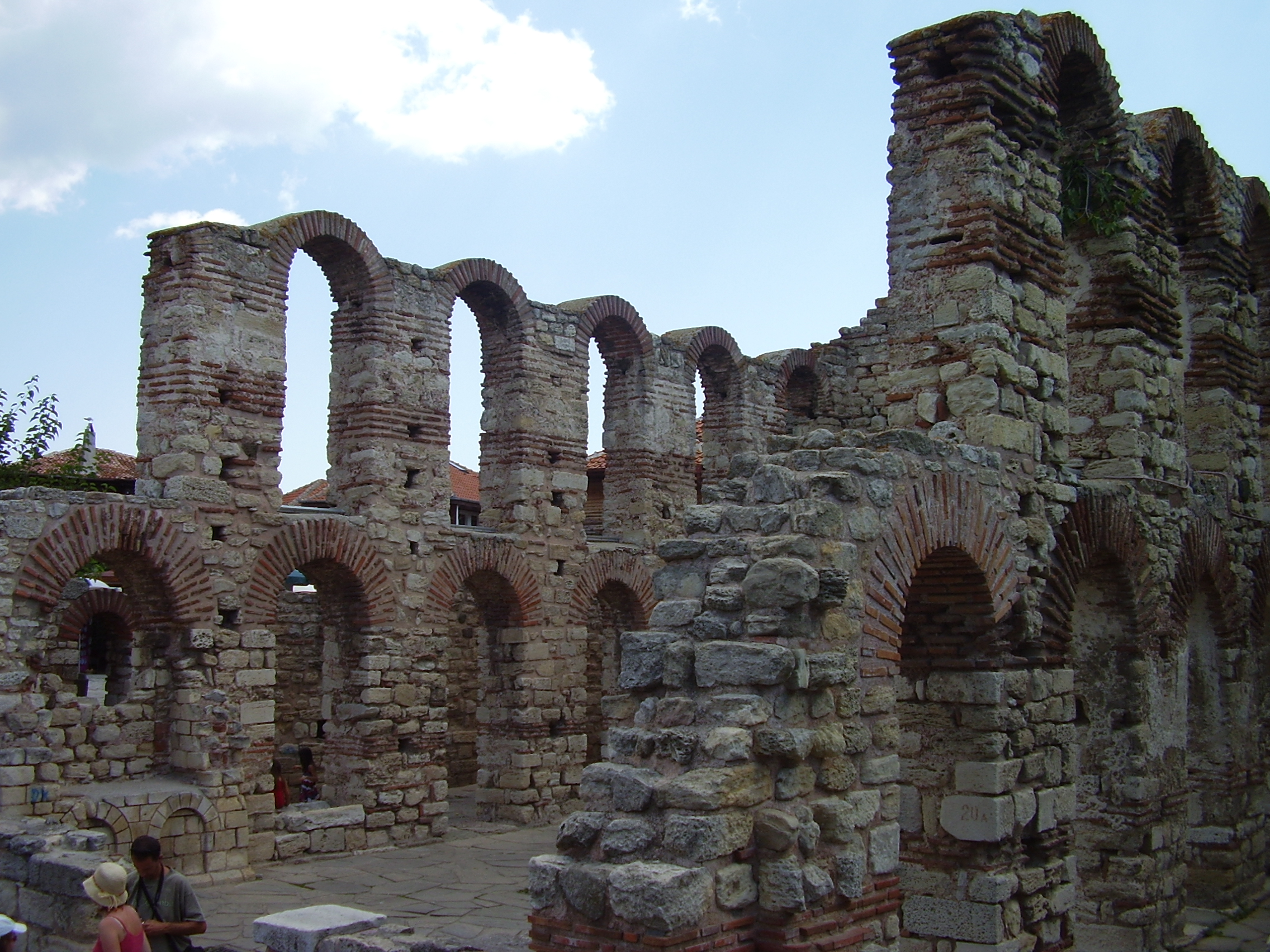
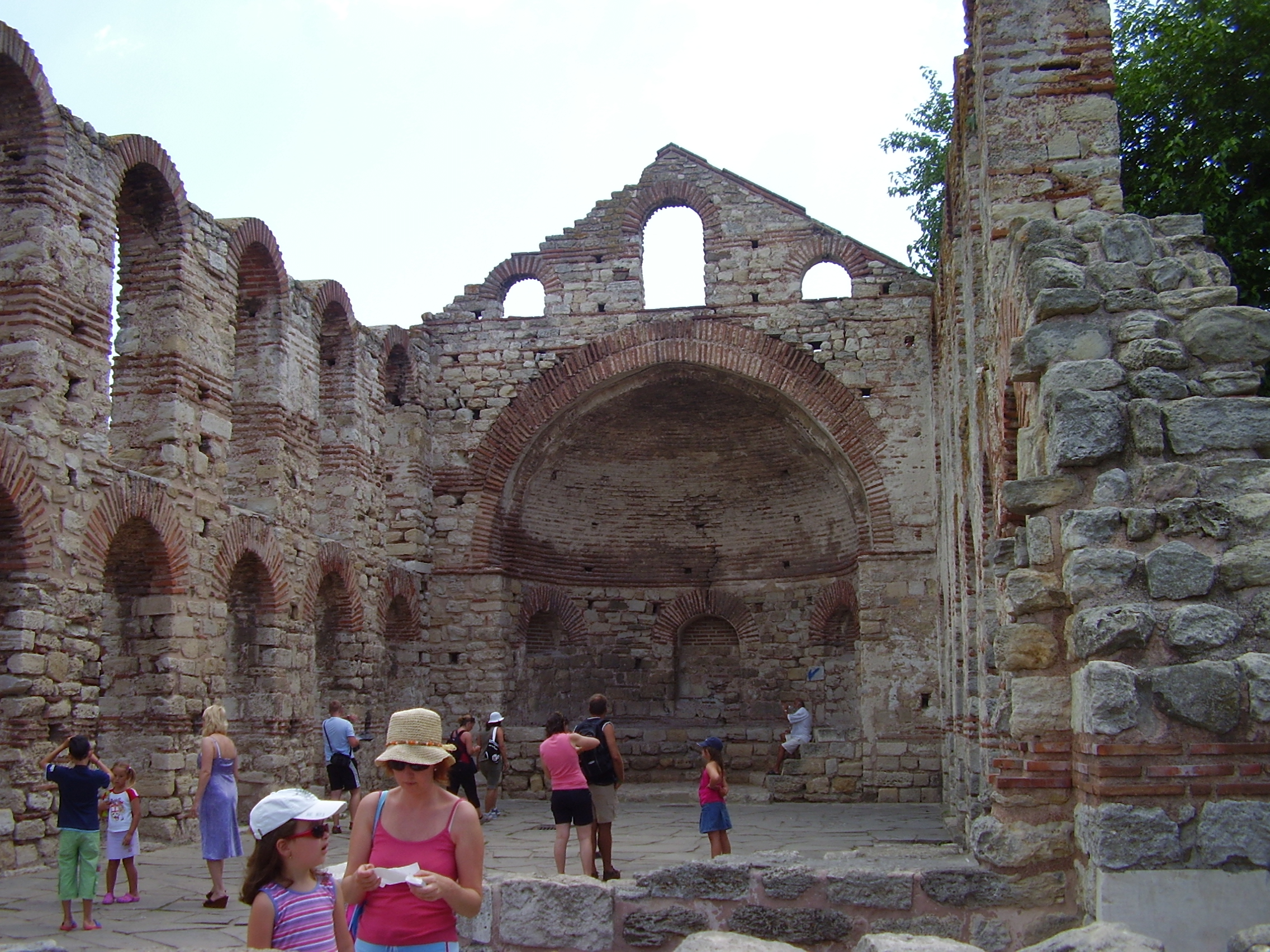
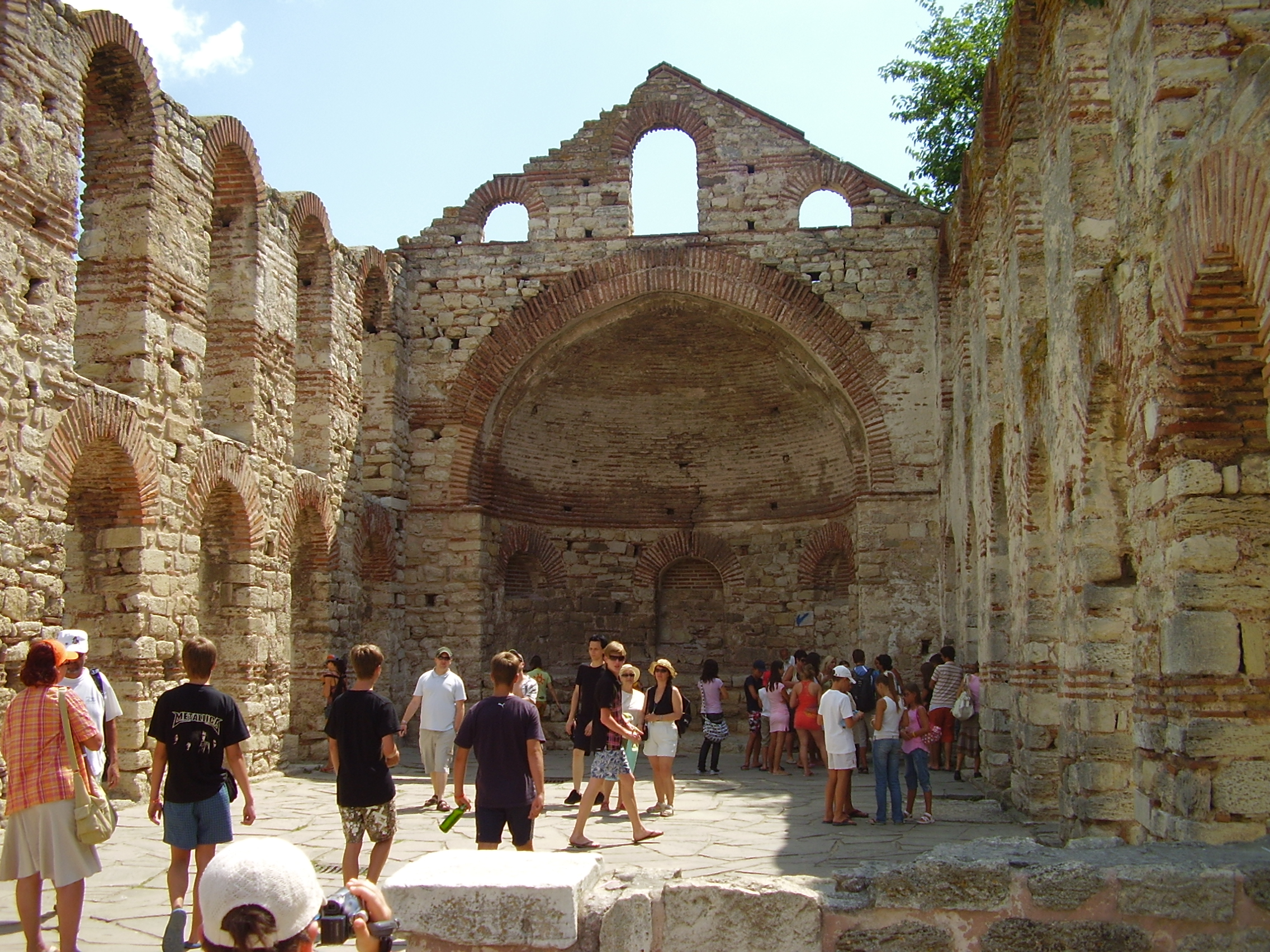
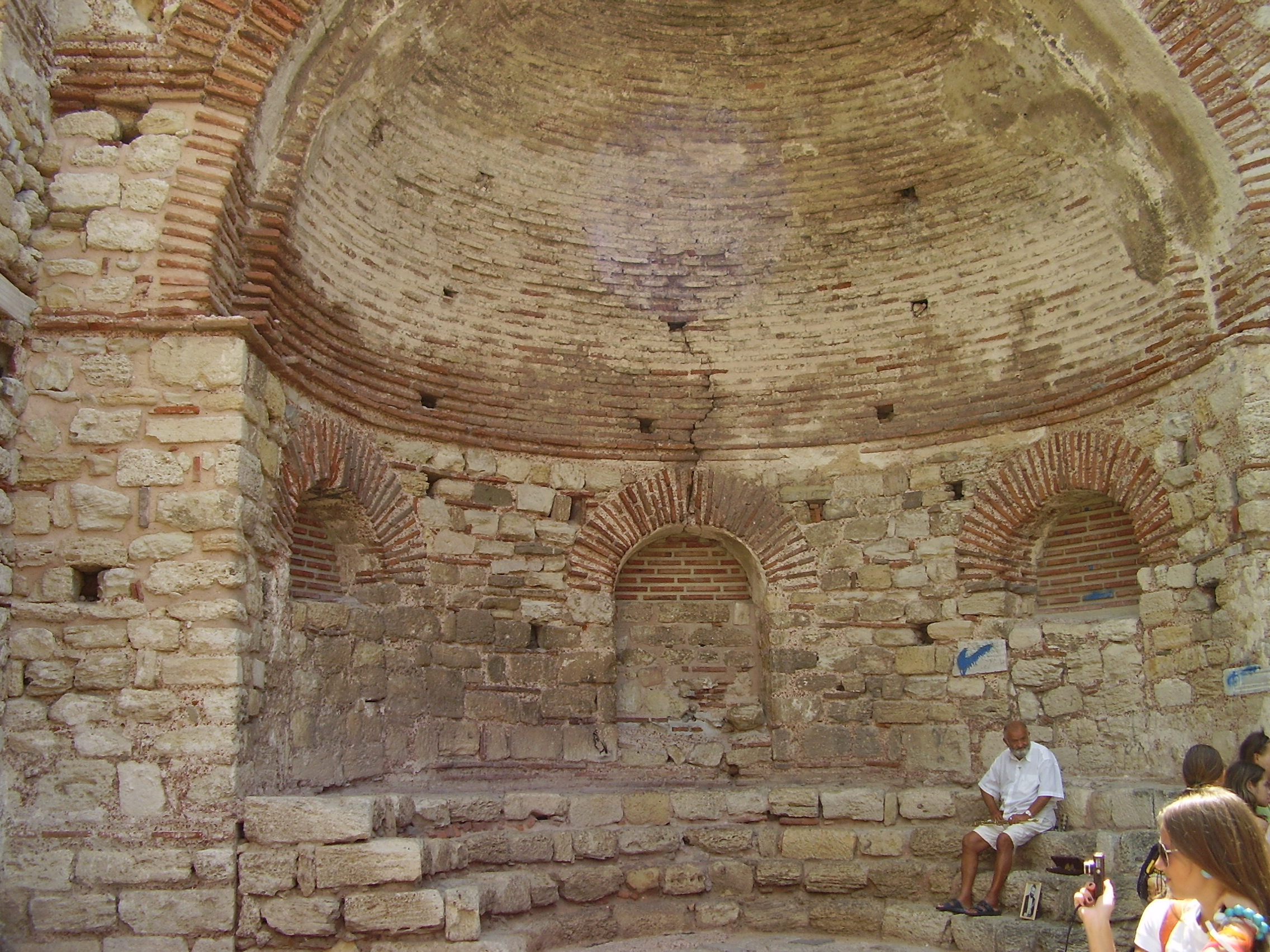
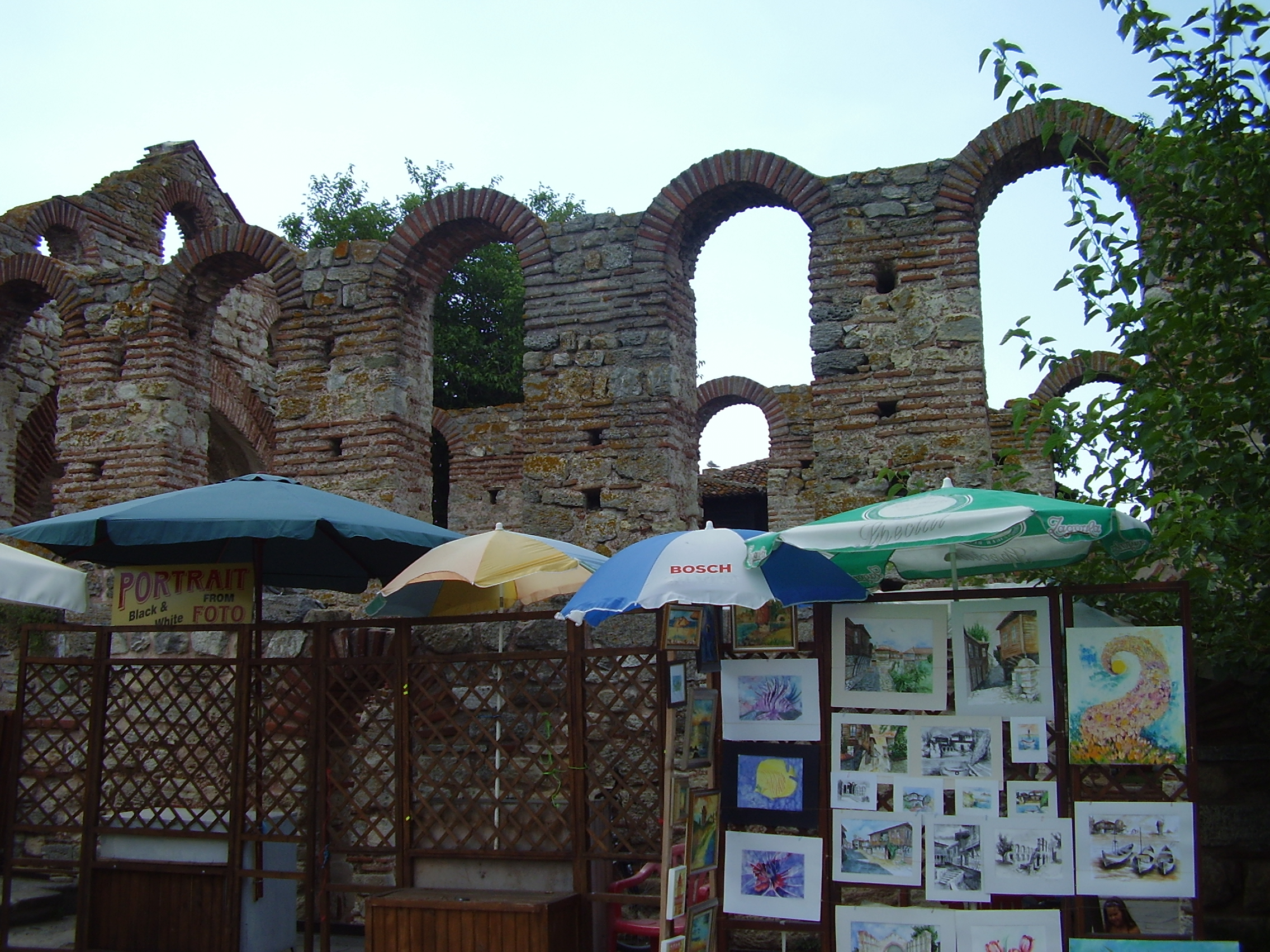
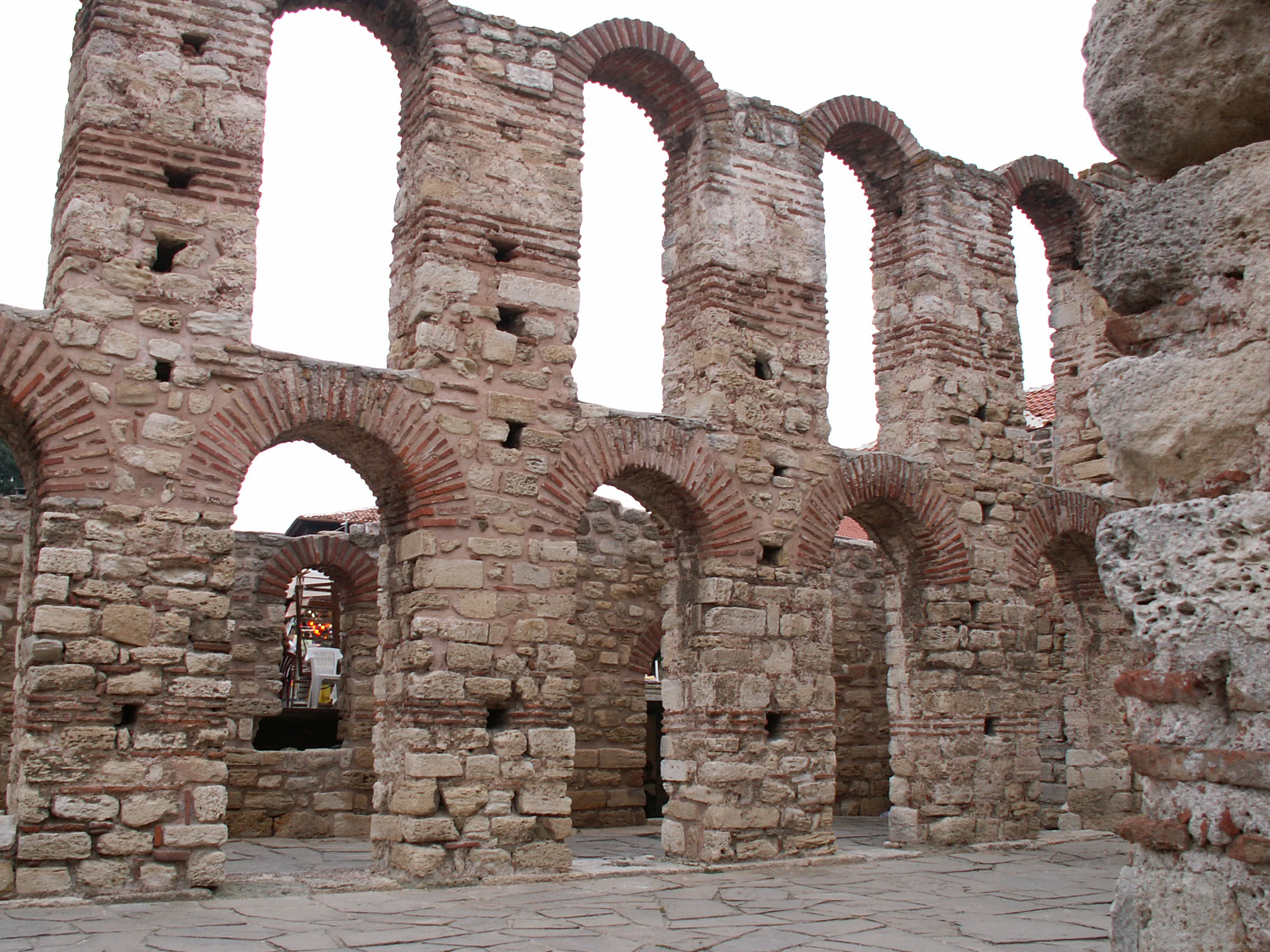

## وصلات خارجية
- كنيسة «القديسة صوفيا». نيسبار
- نيسيبار – الكنائس والمواقع التاريخية

‌